# السنابة (حبيش)

تعديل مصدري - تعديل

السنابة هي إحدى قرى عزلة الناحية بمديرية حبيش التابعة لمحافظة إب، بلغ تعداد سكانها 149 نسمة حسب تعداد اليمن لعام 2004.